# Peter Rasmussen (fodbolddommer)
 Der er flere personer med dette navn, se Peter Rasmussen.
Peter Rasmussen, er en dansk fodbolddommer, der siden sæsonen 2003/2004 har dømt kampe danske Superliga. I perioden 2006 til 2013 fungerede han som FIFA-dommer i internationale kampe. Hans højeste indrangering var som Elite development-dommer, der er det næst højeste niveau for internationale dommere. Han meddelte den 21. marts 2013 at han stoppede som FIFA-dommer, da han ikke mente at han havde overskuddet til en international dommerkarriere samtidigt med at passe et fuldtidsjob og en familie.

## Karriere

### Nationalt
Peter Rasmussen bestod dommereksamen som 19 årig i 1994. I 2001 startede han i 2. Division, som 30 årig rykkede han op i landets bedste fodboldrække og fra 2006 har han været godkendt til at dømme internationale kampe. 
Han har af egen vilje valgt ikke at dømme i OB's kampe, da han er bosiddende i Odense, og derfor ikke ønsker at blive udsat for spekulationer om inhabilitet. En anden samtidig dommer, Claus Bo Larsen, foretog samme valg.
På baggrund af sine præstationer i 2012 var han nomineret til Årets Fodbolddommer. Titlen gik dog til Kenn Hansen

### Internationalt
Under det internationale fodboldforbund, FIFA, var Rasmussens højeste indrangering som elite udviklings-dommer, hvilket betød at han var blandt de dommere, der var udset til at rykke op i elitekategorien. Peter Rasmussen debuterede i Champions League i november 2011 i kampen mellem hviderussiske BATE Borisov og italienske AC Milan, der endte 1-1. I debutkampen dømte Rasmussen blandt andet et straffespark til BATE Borisov.
Den 21. marts 2013 stoppede Rasmussen som international dommer, da han ikke havde overskuddet til at kombinere tilværelsen som international topdommer med et fuldtidsjob og et familieliv. Han nåede i alt at dømme 45 kampe internationalt.